# Surbiton
Surbiton – dzielnica w gminie Royal Borough of Kingston upon Thames. Populacja miasta liczy 38 158 osób.